# ارگ کاظم خان
ارگ کاظم خان مربوط به دوره افشار است و در شهرستان جاجرم، خیابان شهید مصطفی خمینی، میدان آزادی، جنب اداره آگاهی واقع شده و این اثر در تاریخ ۲۳ بهمن ۱۳۸۵ با شمارهٔ ثبت ۱۷۳۵۴ به‌عنوان یکی از آثار ملی ایران به ثبت رسیده است.